# Grid
För andra betydelser, se Grid (olika betydelser).
Grid (fornnordiska: Gríðr) är i nordisk mytologi en jättinna. Namnet kommer troligen från substantivet gríð, som betyder ”stark iver, begär; otålighet”. I Skáldskaparmál 18 sägs Grid vara mor till Vidar den tyste, vars far var Oden. Enligt Snorre Sturlasson och flera andra källor är Oden också far till Tor, som alltså är Vidars halvbror.
I myten är Grid en överlöperska. Hon tillhör jättarnas släkte men ställer sig på asarnas sida. När Tor obeväpnad är på väg till jätten Geirröd, är det hon som varnar honom för att han blivit lurad i en fälla. Hon låter honom också låna de vapen som hon själv äger: ett styrkebälte, ett par järnhandskar och en magisk stav som heter Gríðarvǫlr (Grids stav). Denna stav omtalas även i Eilif Gudrunssons Torsdrapa. Att staven kallas vǫlr är intressant, eftersom detta ord framför allt brukar beteckna en völvestav. Kanske är Grid en sejdkona.
I tulorna är Grid (Gríðr) ett trollkvenna heiti. Namnet förekommer ofta i kenningar, av vilka några går tillbaka till 900-talet. I synnerhet förknippas Grid i dessa omskrivningar med ulvar. I Andra kvädet om Helge Hundingsbane kallas till exempel en skock vargar för ”Grids grå vildhästflock” (gránstóð Gríðar), och i Kormak Ögmundarsons Sigurðardrápa står ”Grids häst” (Gríðar glaðr) som omskrivning för ”varg”. I likhet med Hyrrokkin och andra jättinnor har alltså Grid haft en ulv som riddjur.

## En fornaldarsaga
Ett troll vid namn Grid (Gríðr) finns i fornaldarsagan Illuga saga Gríðarfóstra. Denna Grid har en underskön dotter som heter Hild. Själv är Grid ofager: Hon är skallig, men har skägg och en enorm näsa. Hennes händer liknar örnklor. Slarvigt klädd är hon också: Klänningen når knappt ner till stjärten där bak, men framtill räcker den ner till tårna. Grid är egentligen en kungadotter, som av sin elaka styvmor har blivit förvandlad till troll. Samtidigt drabbas hon också av en förbannelse som tvingar henne att skära halsen av sin dotters friare om de visar minsta tecken på rädsla. Sexton män har hon redan avlivat när sagans hjälte, skåningen Illuge, dyker upp. Han hoppar genast i säng med Hild och vägrar envist att lämna sänghalmen hur mycket Grid än hotar honom. Tre gånger trycker hon sin sax (en större kniv) mot hans strupe och säger sig vilja döda honom – men Illuge förlorar inte sitt lugn. Därmed räddar han inte bara sitt eget liv, utan frälser också sin blivande svärmor från hennes hemska förbannelse.
Den äldsta handskriften till Illuga saga Gríðarfóstra är från omkring år 1600, och sagan behöver inte vara mycket äldre än så.